# 新罕布什尔大道
新罕布什尔大道（New Hampshire Avenue）是美国华盛顿哥伦比亚特区的一条街道，开始于约翰·肯尼迪表演艺术中心，向东北延伸约5英里（8公里），然后继续到马里兰州，结束于大马士革路。但是新罕布什尔大道并非连续。 
许多马里兰州居民把新罕布什尔大道作为到华盛顿的北国会街的便捷道路。